# كلود إم. جونسون
كلود إم. جونسون هو سياسي أمريكي، ولد في 1852، وتوفي في 1919.